# Kintra
 (avril 2018).
Kintra (en gaélique écossais : Ceann na Tràgha) est un village sur la côte nord-ouest d'île de Mull, en Écosse. Le village se trouve dans la paroisse de Kilfinichen et Kilvickeon. Il compte environ 15 résidents permanents, en plus des visiteurs saisonniers ou récréatifs. La plus grande partie du village se présente sous la forme d'une ligne de maisons parallèles au rivage (une petite route non pavée, un mur de défense bas et une zone herbeuse séparant la plage des maisons).
La taille de la plage dépend beaucoup de la marée : à marée haute, il se peut qu'il n'y ait pas de plage et qu'une grande partie de la zone herbeuse soit submergée. A marée basse, il peut y avoir jusqu'à 50 m de plage. La baie dans laquelle se trouve Kintra est abritée par de nombreuses petites îles et affleurements composés de pierres granitiques locales.